# Râul Bonor
Râul Bonor este un curs de apă, afluent al râului Crișul Repede.

## Hărți
- Harta județului Bihor